# بكورية مجنحة
البكورية المجنحة نوع نباتي يتبع جنس البكورية من الفصيلة النجمية.